# Рапира (спорт)

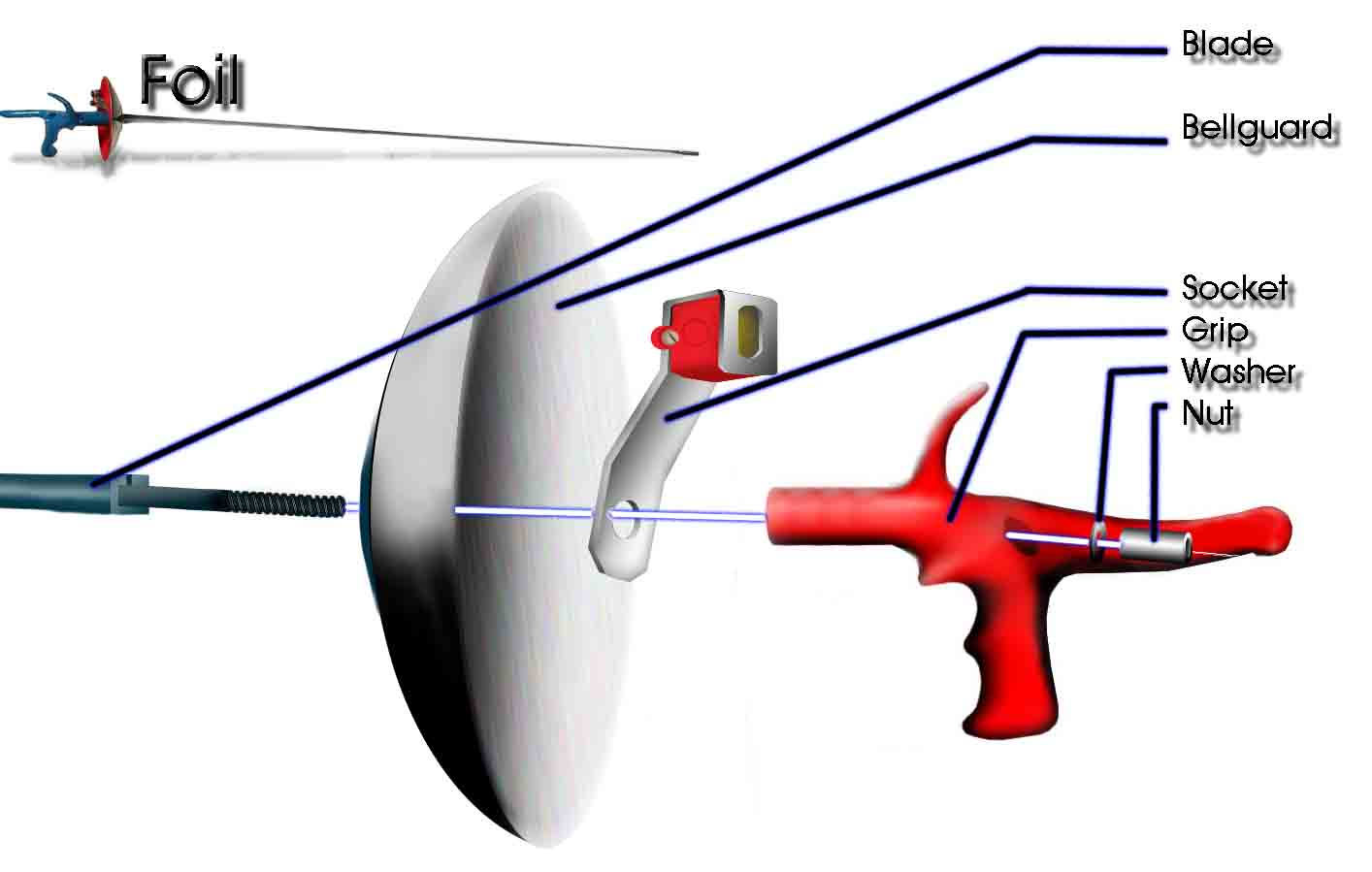
Устройство электрической спортивной рапиры

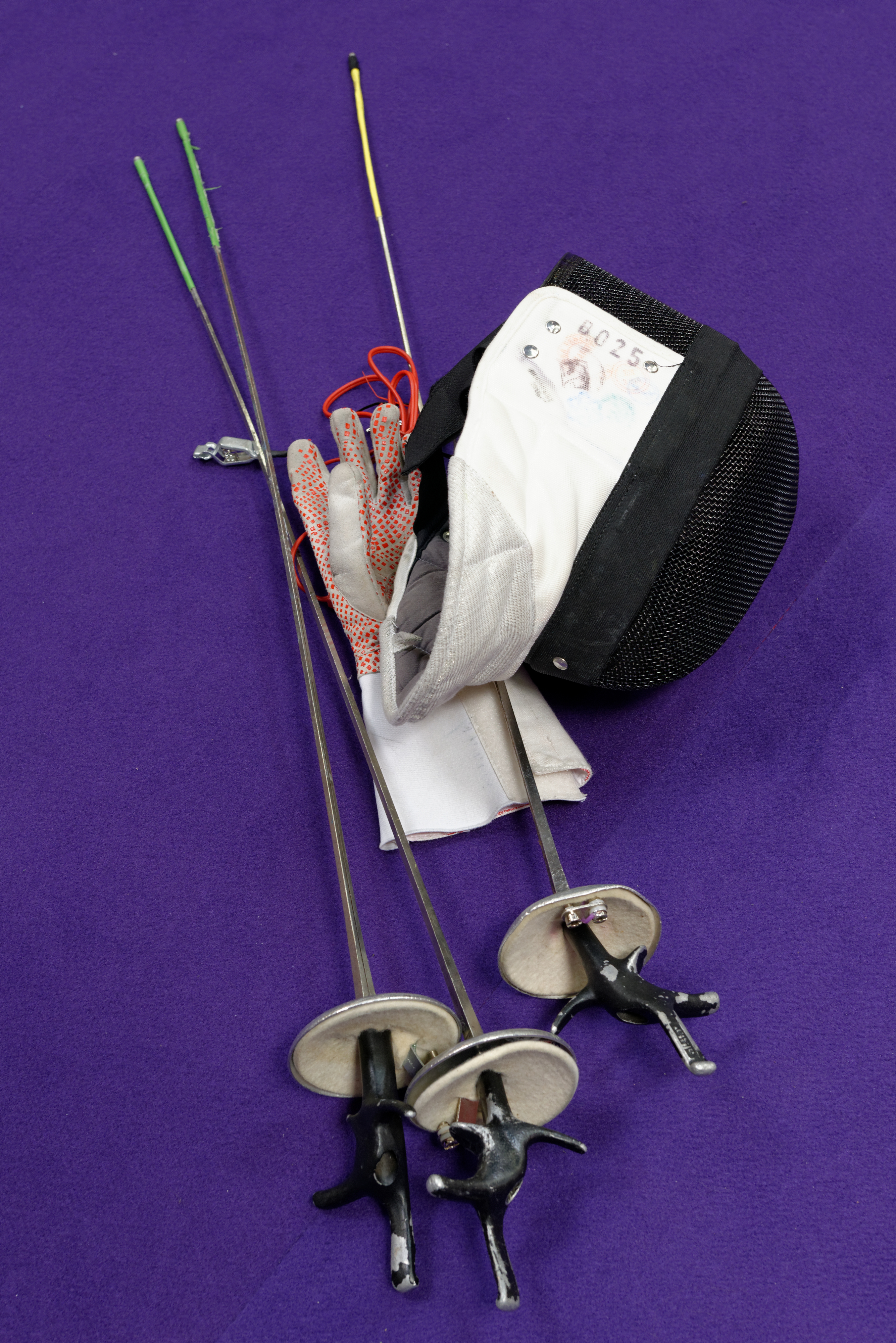
Экипировка фехтовальщика на рапирах

Рапира (итал. fioretto, фр. fleuret, исп. florete, нем. Florett, англ. foil) — спортивное колющее оружие, состоящее из стального эластичного клинка и эфеса (защитной чашеобразной гарды с прокладкой и рукоятки с гайкой), аналог боевой рапиры, предназначенный для тренировок.

## Характеристики
Клинок прямоугольного переменного сечения, пропорционально уменьшающегося к вершине, на которую навинчен наконечник диаметром 6 мм. Основание клинка переходит в прямой участок (с резьбой на конце), на который надевается эфес в следующем порядке: гарда, прокладка, рукоятка и гайка, фиксирующая эфес на клинке. Общая длина рапиры не превышает 110 см (клинка — 90 см), диаметр гарды не более 120 мм, глубина гарды до 55 мм, длина рукоятки с гайкой не более 220 мм по российским правилам, и не более 232 мм по международным. Общая масса рапиры не превышает 500 г.
У обыкновенных (тренировочных) рапир наконечник на клинке неподвижный, у электрифицированных рапир (применяются в официальных соревнованиях по фехтованию с 1954 года) наконечник представляет собой подвижное электроконтактное устройство с кнопкой, при нажатии на которую (во время нанесения укола противнику) происходит замыкание электрической цепи. На одной из граней клинка электрифицированной рапиры имеется углубление, идущее вдоль всей грани, от наконечника до гарды, в которое вклеен провод, соединяющий электроконтактное устройство наконечника с контактным разъёмом («двойником») под гардой. У рапир прямая рукоятка иногда заменяется на фигурную, перпендикулярную клинку. В отличие от прямых рукояток, фигурные содержат внутри себя гайку, фиксирующую эфес, и используются для того, чтобы не сгибать руку в запястье при захвате рукоятки. Такой тип рукоятки называется «пистолет» и устанавливается, как правило, на электрифицированные рапиры.

## История
Фехтование на современных спортивных рапирах произошло от фехтования на fioretto — итальянских тренировочных рапирах.

## Спортивная история
Первым чемпионом СССР в этом виде стал Владимир Вышпольский, который позже ещё три раза становился сильнейшим шпажистом страны.
Ведущими мастерами в этот период были также Константин Булочко, Николай Афанасьев и Иван Комаров у мужчин, а у женщин в соревнованиях рапиристок борьбу между собой вели Раиса Чернышёва, ставшая в 1946 году первым заслуженным мастером спорта среди фехтовальщиц, и Анна Пономарёва. Интересно, что однажды, в 1940 году, женщины разыграли первенство и в фехтовании на саблях. Единственной саблисткой-чемпионкой СССР стала ленинградка В. Дедюлина. Следующий чемпионат страны в этой дисциплине состоялся более чем полвека спустя.
В программу Летних Олимпийских игр фехтование на рапирах включается с начала их проведения. Единственный раз соревнования не проводились в 1908 году.